# Marco Valério Messala (cônsul em 161 a.C.)
Marco Valério Messala (em latim: Marcus Valerius Messalla) foi um político da gente Valéria da República Romana eleito cônsul em 161 a.C. com Caio Fânio Estrabão. Era filho de Marco Valério Messala, cônsul em 188 a.C..

## Consulado (161 a.C.)
Foi eleito cônsul em 161 a.C. com Caio Fânio Estrabão e, durante seu consulado, todos os retóricos estrangeiros foram expulsos de Roma. Segundo Plínio, o Velho, foi o proponente da Lex Sumtuaria. Foi também durante o seu mandato que duas importantes peças de Terêncio foram apresentadas em Roam: "Eunuco" e "Fórmio".

## Anos finais
Em 154 a.C., foi eleito censor com Caio Cássio Longino.